# Liolaemus chavin
Liolaemus chavin — вид ігуаноподібних ящірок родини Liolaemidae. Ендемік Перу.

## Поширення і екологія
Liolaemus chaltin мешкають в Перуанських Андах, в регіонах Анкаш і Уануко. Вони живуть на високогірних луках пуна та у високогірних чагарникових заростях. Зустрічаються на висоті від 3535 до 4450 м над рівнем моря. Є живородними.